# ひらめ筋GOLD
『ひらめ筋GOLD』（ひらめきんゴールド）は、2005年10月15日 - 2006年3月11日まで、日本テレビで毎週土曜日19:00 - 19:57に放送されていたスポーツバラエティ番組。『世界!超マネー研究所』の後番組。

## 概要
2005年10月に、深夜番組の『(秘)ひらめ筋』をゴールデンタイムに進出させる形でスタート。メイン出演者は雨上がり決死隊。
オリジナルの競技をプロデュースする事を趣旨としていて、日本テレビで中継放送される競技との連動も図っている（後述参照）。また、TBSの『筋肉番付シリーズ』の廃止により、バラエティ番組のみとなっていたこの時間帯に再びスポーツバラエティ番組を戻すねらいもあった。
テコ入れとして、2006年1月放送分よりスタジオ部分を挿入して単発コーナーを設けていたが、レギュラー放送を3月11日で終了した（『爆笑問題のバク天!』も同年3月4日に放送終了）。これにより、4月に行われる予定だった「サハラマラソンプロジェクト」が未完になったため、4月30日の『スポーツうるぐす』内の特集及び、5月6日放送の特番にてフォローされた。詳細は「サハラマラソンプロジェクト」の項を参照。
ネットCMは前番組『世界!超マネー研究所』では6分だったが、他番組のスポンサー枠の確保があり4分30秒に縮小された。

## Dリーグ
アメリカン・ドッジボールに独自のルールを加えてアレンジした「スーパードッジボール」で6チーム、総勢約60名のタレントで競い合う。

当初は3ステージ計45試合を総当たり戦で執り行う予定だったが、2ステージ30試合を終えたところで優勝決定戦トーナメントに切り替えられた。

『スタンディングメンバーに女性1人を必ず入れなければならない』事から、女性選手には最低でもチームの足を引っ張らない程度のスキルが要求される。

収録された試合は普通に放送される試合と、結果のみ流される試合の二種類があるが、結果すら放送されない試合も数多くありHiramekin Goldが絡む試合以外は殆どが未放送となった。また、放送されている試合でも1st SETと2nd SETを入れ替えて放送している（2005年11月5日放送のHiramekin Gold対YOSHIMOTOガッツマンズ）等の演出が見受けられる。

日本ドッジボール協会（ルール監修を担当）及びアメリカンドッジボールで定められたルールとは異なり、顔面に当てられてもアウトとなる。

なお、Dリーグは2月18日放送分で終了した。

### Hiramekin Gold
番組のチーム。他競技で番組チームを編成する時もこのメンバーで進行される。ゼネラルマネージャーに江川卓を迎える。チームカラーは黄色

深夜時代はハンドボール選手チームなどと交戦して敗退する事が多く、スポーツ選手出身のモデルを入れるなどの補強が行われた。ゴールデンのDリーグではGMの江川の投入も功を奏して、他を大きく引き離す強豪チームとなっているが、その圧倒的な強さは番組としては面白味に欠けるとの声もある。2月18日放送時点で7勝3敗で1位だったがSAMURAIヒーローズに決勝トーナメントで敗れた。
- 蛍原徹（雨上がり決死隊）…キャプテン
- 宮迫博之（雨上がり決死隊）
- ヒデ（ペナルティ）
- ワッキー（ペナルティ）
- 山﨑賢太
- KABA.ちゃん
- IZAM
- マイケル
- 明石拓二
- 佐々木正義
- 浅尾美和
- 浅井友可里
- 加藤美佳(仮面ライダー555長田結花／クレインオルフェノク)

### YOSHIMOTOガッツマンズ
吉本興業所属。深夜時代からの番組チームのライバル的存在に位置される。ゼネラルマネージャーは西川きよし。代理マネージャーは村上ショージ。チームカラーは暗い緑。

ライバルチームとは言われており、なかやまきんに君や井上らが主力として活躍したが、チームの要とも言える品川庄司がやられると、かなりきつい状況になるのが弱点。ユニフォームには衝撃を和らげる生地を使っている。3勝7敗で6位。ひらめ筋GOLDに準決勝で負けた。
- 庄司智春（品川庄司）…キャプテン
- 品川祐（品川庄司）
- あべこうじ
- 福島善成（ガリットチュウ）
- 熊谷岳大（ガリットチュウ）
- なかやまきんに君
- 河本準一（次長課長）
- 井上聡（次長課長）
- だいたひかる
- 中野久美子
- 椿鬼奴

### ワタナベアウトオブオーダーズ
ワタナベエンターテインメント所属。ゼネラルマネージャーは谷啓。チームカラーは黒。

実力は可もなく不可もなくといった所だが、強豪の天空Skydersに初黒星を与えた。ゴルゴ松本が中心となって選手選考会や練習をしていた。しかしYOSHIMOTOガッツマンズと同様、ゴルゴ松本がやられると崩れてしまうのが弱点。4勝6敗で4位。トーナメント1回戦でYOSHIMOTOガッツマンズに敗退。
- ゴルゴ松本(TIM)…キャプテン
- レッド吉田(TIM)
- ビビる大木
- 波田陽区
- 加藤歩（ザブングル）
- 小林英彦（ヤポンスキー）
- 三田村瞬
- 城田優
- 江藤嘉洋（宴人）
- 五十嵐隼士
- 野久保直樹
- 安倍麻美
- 辺見チヅコ（キッチン!）
- 大向美奈子

### 天空 Sky ders
スカイコーポレーション所属。所属タレントの半数近く（20人弱）がメンバーに名を連ねる。ゼネラルマネージャーは石田純一。（GM代理にRIKACOが登場した事があるが、彼女はスカイコーポレーション所属ではない）チームカラーは青。リーグ戦においては唯一他の5チーム相手に白星をあげたチームであり、番組チームが唯一勝てなかったチームでもある。他のチームと比べて（ひらめ筋チームに次いでだが）攻守のバランスが良いのも強さの要因とも言える。7勝3敗で2位だったがトーナメント準決勝でSAMURAIヒーローズに敗退。
- 永島敏行…キャプテン
- ギャオス内藤
- 坪井森司
- 杉浦太陽（ウルトラマンコスモス）
- 杉浦太雄（仮面ライダーランス）
- RIKIYA
- 佐古賢一
- 与田剛
- 北岡龍貴
- 天川紗織
- 大沢友里江
- 的場邦子
- 石井里弥

### ホリプロHORIZON
ホリプロ所属。唯一、キャプテン・ゼネラルマネージャーが女性である。ゼネラルマネージャーは和田アキ子。チームカラーは白。特に強い人材がこのチームには居ないため、あまり勝利していない。2ndステージで勝ち進み、最下位を脱出する。4勝6敗で5位。トーナメント1回戦でSAMURAIヒーローズに敗退。くわばたの相方・小原は2ndステージよりリングレポーターを務めている。
- 井森美幸…キャプテン
- 水内猛
- つぶやきシロー
- 工藤順一郎
- 工藤光一郎
- 山崎裕太
- 浜口順子
- SHEILA
- 水崎綾女
- 堀越のり
- 石塚義之（アリtoキリギリス）
- 大林素子
- 池谷幸雄
- くわばたりえ（クワバタオハラ）

#### 助っ人
- ドッジマン
2ndステージのHiramekin Gold戦で投入されたという覆面選手。試合が放送されなかった為、その実力のほどは不明である（同じ名前がピラメキーノ（テレビ東京系）に出ているが、同じ人物かどうかは不明である）。

### SAMURAIヒーローズ
特撮ヒーロー番組に出演していたタレントのみによるチーム。ゼネラルマネージャーは藤岡弘、（仮面ライダー1号・本郷猛）。チームカラーは戦隊シリーズのエースカラーである赤。

総人数は全チームで最も少なく、事務所もバラバラである（能見・山本は同じ事務所。載寧はホリプロ所属である。）。1stステージ途中から助っ人の投入を余儀なくされ、初戦の相手であったYOSHIMOTOガッツマンズの品川庄司にも評価された「チームのまとまりの良さ」を助っ人投入により崩され、敗退が続いた。セット毎のメンバーの入れ替えには他チームより乏しく、スタミナ切れを招きやすい（これは後に克服した模様）。それゆえ長期戦になるとかなりきつい状況になる。女性陣も番組チーム以外の他チーム女性同様あまり強くないのも弱点。助っ人枠を廃した後は順調に白星を増やしている。5勝5敗で3位だったがトーナメント決勝でひらめ筋GOLDに勝利し優勝。
- 嶋大輔（超獣戦隊ライブマン・レッドファルコン）…キャプテン
- 載寧龍二（特捜戦隊デカレンジャー・デカレッド）
- 白川裕二郎（忍風戦隊ハリケンジャー・カブトライジャー）…嶋リタイア時のキャプテン代理
- 山本康平（忍風戦隊ハリケンジャー・ハリケンイエロー）
- 能見達也（五星戦隊ダイレンジャー・シシレンジャー）
- 冨田翔（爆竜戦隊アバレンジャー・アバレブルー）
- 山本梓（忍風戦隊ハリケンジャー・暗黒七本槍フラビージョ）
- 長澤奈央（忍風戦隊ハリケンジャー・ハリケンブルー）
- 木下あゆ美（特捜戦隊デカレンジャー・デカイエロー）

上記のメンバー以外にも10月22日・29日放送分につるの剛士（ウルトラマンダイナ）が出ているがスタメン出場は無し（後に1stステージのホリプロ戦にスタメン出場していた事が判明）。公式サイトには放送開始直前まで、進藤学（超星艦隊セイザーX・イーグルセイザー）の名前もあった。当初は作品の枠を超えて選手を入れていこうという働きがあったと思われる。（上記の他チームメンバーを見ても分かるが、戦隊以外の特撮作品出演者は他チームに所属していることが多い）SAMURAIヒーローズの応援団の中には白川と同じ事務所の高原知秀（超星神グランセイザー・セイザータウロン）がいる。

#### 助っ人
- ボブ・サップ
- サム・グレコ

2005年10月放送分でSAMURAIヒーローズの助っ人として登場。ボブ・サップは巨体に似合わず、軽々しい動きで相手のボールをかわしていた。また、剛速球も披露していた。しかしながら、2戦ともSAMURAIヒーローズに勝利をもたらすことは出来なかった。
- ムシキング・テリー
- 酒井宏之

2005年11月放送分でSAMURAIヒーローズの助っ人として登場。酒井は放送での紹介はなし。Hiramekin Gold戦では敗退したが、天空Skyders戦ではストレート勝ちする。

### 必殺技
ここでは番組中で紹介された技を記載
- エックス攻撃
Hiramekin Goldの江川GMが考案。一人の標的に対して二つの角度から時間差でボールを投げる。基本的な攻撃法だが、回避がやや困難。
- ダブルトルネードアタック
Hiramekin GoldのKABA.ちゃんとマイケルのコンビ技。一回転してから同時に投げる。命中率が低く、技を放った直後に自身が相手ボールの餌食になる恐れがある。
- フライングボンバーアタック
跳躍し、最高点に達したところでボールを投げつける。Hiramekin Goldの山﨑賢太、天空SkydersのRIKIYAらが使用。深夜時代に番組チームと対戦したハンドボール選手のそれは跳躍・スピードにおいて他とは比べ物にならないパワーを誇る。ボールを二つ所持していればエックス攻撃への展開も可能なようだ。
- ノールックスロー
視線とは違う方向にボールを投げる。Hiramekin Goldの蛍原徹、SAMURAIヒーローズの嶋大輔らが使用。
- マトリックス避け
ホリプロHORIZONの石塚義之が天空Skydersとの初戦で見せた華麗な回避。映画「マトリックス」を思わせる事からその名がついた。

### 備考
- 投球とボールが当たった時（番組では「ボンバーアウト」）に効果音を挿入している。なお、試合開始時の鐘の音・試合開始直後のボール取り合いの音楽・最後の一人になった時の警告音も放送の際に入る効果音であり、実際に試合を行っている時は流れていない。

## スケルトン
IZAMがスケルトンに挑戦するまでの軌跡。深夜時代から続行中。トリノオリンピックに出場したいというIZAMの大胆な発言により、競技人口が少なく短期間でも五輪代表に選ばれる可能性があるスケルトンが選ばれた。しかしオリンピック出場は果たせなかったばかりか、直前に行われた国内大会を土壇場でキャンセルし、関係者らの失笑を買った。

## サハラマラソンプロジェクト
7日間かけてサハラ砂漠を走りぬく『サハラマラソン』2006年大会の出場を目指す女性アイドル達の軌跡。深夜時代から始まった企画で、続行中に番組が終了したため、2006年5月6日午後1時30分からの2時間特番として放送された。それに先駆けて、2006年4月30日放送のスポーツニュース番組『スポーツうるぐす』内の特集コーナーにてマラソン本番の模様が放送された。当日のスタジオには出場した3名のアイドルと蛍原徹がゲストとして生出演した。
- 柏木貴代
- 福井未菜
- 西秋愛菜

## MOSHI-1グランプリ
童謡「ウサギとカメ」に乗せて反射神経を競う新型格闘技。深夜時代から続行。ゴールデンでは11月12日から放送。

## ハイパー騎馬戦チャンピオンズカップ
プロレスラー達が騎馬戦で闘う、団体対抗戦。ゴールデンでは12月3日・10日に放送。雨上がり決死隊は1度挑戦したが、あまりの過酷さで断念しプロデュースに回った。

## キックベース
トヨタカップとの連動企画。トーナメント制。
10年以上前にキックベースコーナーで人気を博したフジテレビの番組『夢がMORI MORI』チームや、横浜ベイスターズらとの対決を行った。

## ジャニーズJr.との対決
Hiramekin Goldと亀梨和也（KAT-TUN）率いるジャニーズJr.チームとの対戦。2005年11月、2006年1月放送。亀梨ら出演のドラマ『野ブタ。をプロデュース』の番宣を兼ねていた。

### ジャニーズJr.チーム
- 亀梨和也（KAT-TUN）
- 田口淳之介（KAT-TUN）
- ジミーMackey（事務所脱退、以降はモデル）
- 北山宏光（Kis-My-Ft2）
- 横尾渉（Kis-My-Ft2）
- 飯田恭平（元Kis-My-Ft2、事務所脱退）
- 藤ヶ谷太輔（Kis-My-Ft2）
- 藤ヶ谷友輔（藤ヶ谷太輔の弟）
- 塚田僚一（A.B.C.）
- 河合郁人（A.B.C.）
- 冨田真央（当時ジャニーズJr.）
- マル亨（事務所脱退、父親はプロレスラーのブラック・キャット）

### これまでの対戦
- バレーボール
2005年11月のワールドグランドチャンピオンズカップ（グラチャン）との連動企画として、開幕日の11月15日にエキシビジョンマッチが行われた。試合は1-2でHiramekin Goldが勝利する。2006年1月14日放送のリベンジマッチではジャニーズJr.チームが2-0のストレート勝ち。
- スーパードッジボール
2006年1月14日放送。ジャニーズJr.チームに女性選手がいない為、男性のみでの試合となった。ジャニーズJr.が2-0でストレート勝ち。

## スタッフ
- 構成：大岩賞介、大滝裕史/上野耕平、村上卓史、北本かつら、武田郁之輔、佐藤がっかり、横山雄一郎、西村耕平
- リサーチ：Sports Bitz Net、磐木大
- TM：古井戸博
- TP：鴇田晴海
- カメラマン：小泉明浩
- 音声：佐々野昌樹
- 照明：小川勉
- 美術：石附千秋
- メイク：市瀬ひとみ
- アートディレクション&CG：奥田真也、永見康明
- VTR編集：須藤康則
- MA：植木俊彦
- 音効：舟生孝太郎
- TK：山沢啓子
- 広報：岸川夕子
- デスク：藤島悦子
- AP：東山将之、三浦正義、生田目瑞穂、棚橋砂予、今泉昌子、杉田和美
- ディレクター：岡本和孝、荻野陽介、熊谷暁夫、牧田潤也、大場剛、大畠憲彦、河野真憲、中野テツジロ、小峰潔高、栗栖政文、岡野敬介、伊藤航、城美幸、長岡新、武末大作、黒川高、我妻哲也、小室麻衣、橋本和明、藤井敏嗣、畑野浩二
- 監修：〆谷浩斗
- 総合演出：似鳥利行
- プロデューサー：糸井聖一、髙野子賢一/中村昌哉、宮本靖広、増谷秀行、木本公敏
- チーフプロデューサー：吉川圭三、長尾泰希
- 技術協力：日テレ映像センター、テレテックメディアパーク
- 美術協力：日テレアート
- 企画協力：吉本興業
- 制作協力：極東電視台、THE WORKS、日テレ映像センター、モスキート
- 製作著作：日本テレビ